# 翰林院五经博士
翰林院五经博士，是明朝、清朝在翰林院所設職位。明初在翰林院設置五經博士九員，正八品，专掌儒家經典以备为皇帝讲读；景泰三年（1452年）开始，另增設世袭翰林院五经博士，居乡给俸，以奉先世圣哲贤儒祭祀，不治院事。清代只保留世袭五经博士，至嘉庆年间共置二十八员。其中孔氏南宗、北宗及东野、颜、曾、孟、仲、闵、冉（耕）、冉（雍）、端木、言、卜、颛孙、有十三氏世袭翰林院五经博士，归孔子嫡裔衍圣公直接管理。
清朝灭亡后，民国三年（1914年）將诸氏世袭翰林院五经博士改为各氏奉祀官，民國十七年（1928年）中華民國大學院廢止奉祀官。民国二十四年（1935年），再任命四氏奉祀官；民國九十八年（2009年），改為隨在任者逝世終止世襲。

## 各氏世袭翰林院五经博士
| 姓氏     | 主祀圣哲贤儒     | 祭祀殿宇所在                 | 设立年                 | 首任博士                   | 备注                                                                         |
| -------- | ---------------- | ---------------------------- | ---------------------- | -------------------------- | ---------------------------------------------------------------------------- |
| 颜氏     | 复圣颜回         | 山东兖州府曲阜县颜庙         | 1452年（景泰三年）     | 颜希惠（颜子五十九世孙）   | 清顺治元年沿置，民國時為復聖奉祀官，隨中华人民共和国成立終止                 |
| 孟氏     | 亚圣孟轲         | 山东兖州府邹县孟庙           | 1452年（景泰三年）     | 孟希文（孟子五十六代孙）   | 清顺治元年沿置，民國時為亞聖奉祀官，後改終身職停止世襲                       |
| 朱氏     | 十二哲先贤朱熹   | 福建建宁府建安县             | 1455年（景泰六年）     | 朱梴（朱晦庵九世孙）       | 清康熙二十九年沿置                                                           |
| 程氏     | 先贤程颐         | 河南河南府嵩县               | 1455年（景泰六年）     | 程克仁（程伊川十七世孙）   | 清康熙九年沿置                                                               |
| 周氏     | 先贤周敦颐       | 湖南永州府道州               | 1456年（景泰七年）     | 周冕（周濂溪十二世孙）     | 清康熙二十四年沿置                                                           |
| 刘氏     | 刘基             | 浙江处州府青田县             | 1456年（景泰七年）     | 刘禄（刘伯温七世孙）       | 嘉靖后改为世袭诚意伯                                                         |
| 孔氏南宗 | 至圣孔丘         | 浙江衢州府西安县孔氏南宗家庙 | 1506年（正德元年）     | 孔彦绳（孔子五十九世孙）   | 清康熙四十一年沿置，民國時為大成至聖先師南宗奉祀官，隨中华人民共和国成立終止 |
| 孔氏北宗 | 述圣孔伋         | 山东兖州府邹县中庸书院       | 1507年（正德二年）     | 孔闻礼（孔子六十二世孙）   | 衍圣公次子担任，清顺治元年沿置；民國時另设述聖奉祀官，後改終身職停止世襲     |
| 朱氏     | 十二哲先贤朱熹   | 南直隶徽州府婺源县           | 1523年（嘉靖二年）     | 朱墅（朱晦庵十一世孙）     | 清顺治十二年沿置                                                             |
| 曾氏     | 宗圣曾参         | 山东兖州府嘉祥县曾廟         | 1539年（嘉靖十八年）   | 曾质粹（曾子五十九世孙）   | 清顺治元年沿置，民國時為宗聖奉祀官，後改終身職停止世襲                       |
| 张氏     | 先贤张载         | 陕西凤翔府郿县               | 1622年（天启二年）     | 张文运（张横渠十四世孙）   | 清康熙二十六年沿置                                                           |
| 邵氏     | 先贤邵雍         | 河南河南府洛阳县             | 1630年（崇祯三年）     | 邵继祖（邵康节二十七世孙） | 清康熙四十一年沿置                                                           |
| 程氏     | 先贤程颢         | 河南河南府嵩县               | 1630年（崇祯三年）     | 程接道（程明道裔孙）       | 清康熙九年沿置                                                               |
| 仲氏     | 十哲先贤仲由     | 山东兖州府济宁州             | 1643年（崇祯十六年）   | 仲于陛（子路六十二世孙）     | 清顺治二年沿置                                                               |
| 东野氏   | 元圣周公旦       | 山东兖州府曲阜县周公庙       | 1684年（康熙二十三年） | 东野沛然（周公七十三世孙） |                                                                              |
| 闵氏     | 十哲先贤闵损     | 山东兖州府鱼台县             | 1699年（康熙三十八年） | 闵衍籀（闵子骞六十五世孙） |                                                                              |
| 端木氏   | 十哲先贤端木赐   | 河南卫辉府浚县               | 1699年（康熙三十八年） | 端木谦（子贡七十世孙）     |                                                                              |
| 言氏     | 十哲先贤言偃     | 江苏苏州府常熟县             | 1712年（康熙五十一年） | 言德坚（子游七十三世孙）   |                                                                              |
| 关氏     | 武圣关羽         | 河南河南府洛阳县关林         | 1719年（康熙五十八年） | 关霨（关公五十七世孙）     |                                                                              |
| 卜氏     | 十哲先贤卜商     | 山东曹州府巨野县             | 1720年（康熙五十九年） | 卜尊贤（子夏六十四世孙）   |                                                                              |
| 冉氏     | 十哲先贤冉耕     | 山东泰安府东平州             | 1724年（雍正二年）     | 冉士朴（伯牛六十五世孙）   |                                                                              |
| 冉氏     | 十哲先贤冉雍     | 山东曹州府菏泽县             | 1724年（雍正二年）     | 冉天琳（仲弓六十七世孙）   |                                                                              |
| 颛孙氏   | 十二哲先贤颛孙师 | 江苏徐州府萧县               | 1724年（雍正二年）     | 颛孙诚道（子张六十六世孙） |                                                                              |
| 关氏     | 武圣关羽         | 山西解州关庙                 | 1726年（雍正四年）     | 关居斌（关公五十二世孙）   |                                                                              |
| 关氏     | 武圣关羽         | 湖北荆门州当阳县关陵         | 1735年（雍正十三年）   | 关朝泰（关公五十二世孙）   |                                                                              |
| 韩氏     | 先儒韩愈         | 河南怀庆府孟县               | 1738年（乾隆三年）     | 韩法祖（韩昌黎三十世孙）   |                                                                              |
| 姬氏     | 元圣周公旦       | 陕西西安府咸阳县             | 1778年（乾隆四十三年） | 姬肇勋（周公七十七世孙）   |                                                                              |
| 有氏     | 十二哲先贤有若   | 山东泰安府肥城县             | 1788年（乾隆五十三年） | 有守业（仲由七十二世孙）   |                                                                              |
| 伏氏     | 先儒伏胜         | 山东济南府邹平县             | 1805年（嘉庆十年）     | 伏敬祖（伏生六十五世孙）   |                                                                              |